# Eberhard Eschenbach
Eberhard Eschenbach (* 18. oder 28. März 1913 in Königsberg; † 10. April 1964) war ein deutscher Jurist, Kriminalpolizist und SS-Führer zur Zeit des Nationalsozialismus. In der Bundesrepublik Deutschland war er beim Bundeskriminalamt als Leiter des Ausbildungsreferates im Kriminalistischen Institut tätig.

## Zeit des Nationalsozialismus
Eschenbach beendete 1932 seine Schulzeit in Lübeck mit der Reifeprüfung. Anschließend absolvierte er ein Studium der Rechtswissenschaft an den Universitäten Berlin und München. Im Zuge der Machtübergabe an die Nationalsozialisten trat er 1933 der SA bei. Im Oktober 1937 wurde er Mitglied der SS (SS-Nr. 367.159).
Nach Studienende und Militärdienst trat er Anfang März 1938 in den Dienst der Berliner Kriminalpolizei ein und absolvierte den Kommissar-Lehrgang in Berlin-Charlottenburg. Danach war er ab Juni 1940 als Kommissar auf Probe bei der Kriminalpolizei in Danzig tätig, wo er das I. Kommissariat (Kapitalverbrechen, Todesermittlungen, Brand und Abtreibung) leitete. Er war „Zuträger des SD“. Am 30. September 1941 beantragte er die Aufnahme in die NSDAP und wurde zum 1. Oktober desselben Jahres aufgenommen (Mitgliedsnummer 8.995.683). Ab 1944 leitete er die Außenstelle der Kriminalpolizei in „Gotenhafen“ und wurde im April dieses Jahres zum Kriminalrat ernannt. Im Januar 1945 stieg er zum SS-Hauptsturmführer auf, dem höchsten Rang, den er innerhalb dieser NS-Organisation erreichte. Wenige Wochen vor dem Ende des Zweiten Weltkrieges setzte er sich nach Flensburg ab (vgl. Rattenlinie Nord).

## Nachkriegszeit
Nach Kriegsende gelang es ihm trotz seiner NS-Belastung zügig wieder in den Polizeidienst zurückzukehren. In der Britischen Besatzungszone leitete er ab September 1945 die Mordkommission der Kriminalpolizei Lübeck und ab Mitte April 1947 als Kriminaloberinspektor die Dienststelle der Kriminalpolizei in Flensburg. Nach einem Spruchkammerverfahren wurde er als Entlasteter entnazifiziert, wurde jedoch aufgrund von Falschangaben im November 1949 nochmals vernommen. Eschenbach hatte u. a. seine SA-Mitgliedschaft, seinen 1937 erfolgten Beitritt zur SS und Tätigkeiten für den SD verschwiegen. Das gegen Eschenbach wieder aufgenommene Spruchkammerverfahren wurde nach Inkrafttreten des Straffreiheitsgesetzes vom 31. Dezember 1949 jedoch im Januar 1950 eingestellt. Eschenbach war eigenen Aussagen zufolge nie im KZ Stutthof zugegen gewesen und will auch von Hinrichtungen unter Beteiligung von Kriminalpolizisten im KZ Stutthof nichts gewusst haben.
Als Regierungskriminalrat leitete er im Bundeskriminalamt ab 1954 das Ausbildungsreferat im Kriminalistischen Institut. Sein Vorgesetzter war Bernhard Niggemeyer. Eschenbach galt im BKA als hochangesehener, sympathischer, intelligenter und fleißiger Kollege aus „gutem Hause“. Er befürwortete die zur NS-Zeit praktizierte Vorbeugende Verbrechensbekämpfung und veröffentlichte 1955 mit seinem Kollegen Rudolf Leichtweiß im Band 3 der Schriftenreihe des Bundeskriminalamts einen Beitrag mit dem Titel „Die Durchführung der planmäßigen Überwachung nach dem Runderlass des Reichs- und preußischen Ministers des Inneren vom 14. Dezember 1937“, in dem diese Maßnahmen ohne auf den Zusammenhang mit der Einweisung in Konzentrationslager einzugehen als sinnvoll bewertet wurden. Während seines Referates auf einer BKA-Tagung zum Thema „Diebstahl, Einbruch und Raub“ im April 1958 zeigte sich Eschenbach als ein in der Tradition des NS-Unrechts verhafteter Hardliner und äußerte sich folgendermaßen: „Hang-, Zustands-, und Berufsverbrecher – gleich wie man sie nennen will – sind nicht mehr besserungsfähig. Die wiederholte Begehung von Straftaten führt zur kriminellen Gewöhnung, die Rückfallgefahr steigt mit der Zahl der Vorstrafen, und die Rückfallintervalle werden immer kürzer. Bei diesen Tätern ist das Verbrechen ein Bestandteil der Persönlichkeit, in ihr verwurzelt und so zur Natur geworden, dass es zum Verbrechen keiner weiteren Aktivierung durch die Umwelt mehr bedarf“.
Eschenbach kam am 10. April 1964 bei einem Verkehrsunfall ums Leben.